# Charles-Yves Cousin d'Avallon
Pour les articles homonymes, voir Cousin et Avalon (homonymie).
Charles-Yves Cousin, dit Charles-Yves Cousin d'Avallon, né à Avallon (Yonne) le 28 mai 1767 et mort à Paris le 18 mai 1839, est un écrivain français, connu surtout pour ses anas, ou recueils d'anecdotes sur des personnalités historiques et littéraires.

## Biographie
Il est le fils de Jean Yves Cousin, notaire royal et procureur au bailliage et chancellerie d'Avallon, et d'Edmée Marguerite Gaudot. 
En 1789, il se rend à Paris, où il travaille successivement chez un procureur du Châtelet et chez un banquier. Les troubles de la Révolution lui ayant fait perdre par deux fois sa place, il tente de se procurer des ressources par des travaux littéraires. Il entre comme rédacteur au Postillon des Armées, dont la publication est interrompue par les événements du 10 août 1792. Il  publie la Guirlande de fleurs, recueil lyrique dans lequel paraissent entre 1794 et 1797 les premières chansons de Béranger. Il fonde le Littérateur français en 1797. Puis, travailleur infatigable, il publie à tour de bras des ouvrages d'histoire et d'économie domestique, des recueils de facéties et d'anecdotes, des biographies, des dictionnaires, des romans et, surtout, d'innombrables anas. Quelques-uns ont du succès, tel le Pironiana, ou Recueil des aventures plaisantes, bons mots, saillies ingénieuses d'Alexis Piron, qui connaît onze éditions.
Toutefois, sans réelle vocation d'écrivain et peu doué pour l'intrigue, il passe la fin de sa vie dans la misère. Un jour d'hiver, on ramasse sur la place du Parvis-Notre-Dame un vieillard expirant de faim et de froid. Il reçoit de la charité publique les premiers secours. Alerté par la Société des gens de lettres, le ministre de l’Instruction publique, Narcisse-Achille de Salvandy, lui octroie une pension. Mais celle-ci arrive trop tard pour sauver Cousin d’Avallon, qui succombe des effets de l’âge et des privations.

## Publications
- Voltairiana, ou Recueil des bons mots, plaisanteries, pensées ingénieuses et saillies spirituelles de Voltaire ; suivi des Anecdotes peu connues relatives à ce philosophe et poète célèbre (1799) Texte en ligne
- Pironiana, ou Recueil des aventures plaisantes, bons mots, saillies ingénieuses, etc., d'Alexis Piron (1801)
- Mes promenades philosophiques et critiques dans Paris (1801)
- Moliérana, ou Recueil d'aventures, anecdotes et traits plaisants de Pocquelin de Molière (1801) Texte en ligne
- Bonapartiana, ou Recueil des réponses ingénieuses ou sublimes, actions héroïques et faits mémorables de Bonaparte (1801) Texte en ligne
- Santoniana, ou Recueil des aventures, anecdotes, bons mots et plaisanteries de Santeul (1801)
- Fontainiana, ou Recueil d'anecdotes, bons mots de M. de La Fontaine (1801)
- Fontenelliana, ou Recueil des bons mots de Fontenelle (1801)
- Feminaeana, ou la Langue et l'esprit des femmes, recueil des ruses, bons mots, naïvetés, saillies, reparties ingénieuses du beau sexe. Suivi d'une notice sur les plus illustres françaises (1801)
- Harpagoniana, ou Recueil d'aventures, d'anecdotes et de traits sur les avares, de pensées sur l'avarice, tirées des meilleurs auteurs, avec des remarques (1801)
- Comediana, ou Recueil choisi d'anecdotes dramatiques, bons mots des comédiens, et réparties spirituelles, de bonhomie et de naïveté du parterre (1801)
- Histoire du général Moreau jusqu'à la paix de Lunéville, contenant une notice sur la vie de ce général, ses campagnes sur le Rhin et en Italie, les anecdotes et les traits de grandeur, de génie et de bravoure qui le caractérisent, Paris, chez Barba, libraire, 1801. Texte en ligne
- Linguetiana, ou Recueil des principes, maximes, pensées de Linguet (1801)
- Scarroniana, recueil de bons mots, traits plaisants, aventures, etc., de Paul Scarron (1801)
- La Vie de mon oncle et son porte-feuille (1801)
- Christiana, ou Recueil complet de maximes et pensées morales du christianisme (1802)
- Histoire de Bonaparte, premier consul de la République française depuis sa naissance jusqu'à l'an XI (1802)
- Histoire de Toussaint Louverture, chef des noirs insurgés de Saint-Domingue; précédée d'un coup d'œil politique sur cette colonie, et suivie d'anecdotes et faits particuliers concernant ce chef des noirs, et les agents directoriaux envoyés dans cette partie du Nouveau-monde, pendant le cours de la revolution (1802)
- Histoire des généraux Desaix et Kléber, avec des notes et remarques, suivies des anecdotes et pièces concernant ces deux généraux (1802)
- Histoire du général Pichegru, précédée d'une notice sur sa vie politique et militaire, et suivie des anecdotes, traits intéressants et réponses remarquables de ce général (1802)
- Malesherbiana, ou Recueil d'anecdotes et pensées de Chrétien-Guillaume de Lamoignon-Malesherbes (1802)
- Vie privée, politique et littéraire de Beaumarchais, suivie d'anecdotes, bons mots, réparties, satires, épigrammes, et autres pièces propres à faire connaître le caractère et l'esprit de cet homme célèbre et singulier (1802) Texte en ligne
- Étrennes d'un père à ses enfans, ou Recueil des traits les plus célèbres de grandeur d'âme, de bienfaisance, de piété filiale, de reconnaissance, de justice, etc., à l'usage de la jeunesse (1803)
- La Belle Catherine, ou la Blanchisseuse de Neuilly (1803)
- Les Châteaux de cartes, ou les Aventures de M. de Projiniac (3 volumes, 1804)
- Histoire du général Moreau, contenant une notice sur la vie de ce général, ses campagnes sur le Rhin et en Italie, la conspiration anglaise, son arrestation, les débats de son procès et son jugement, Paris, chez Barba, libraire, 1804.
- Mémorial du sage, ou Petit Dictionnaire philosophique (1807)
- Gastronomiana, ou Recueil curieux et amusant d'anecdotes, bons mots, plaisanteries, maximes et réflexions gastronomiques, précédée d'une dissertation historique sur la science de la gueule et entremêlée de chansons et propos de tables propres à égayer la fin du repas (1809)
- Gasconiana, ou Recueil des hauts faits et jeux d'esprit des enfants de la Garonne (1809) Texte en ligne
- Diderotiana, ou Recueil d'anecdotes, bons mots, plaisanteries, réflexions et pensées de Denis Diderot, suivi de quelques morceaux inédits de ce célèbre encyclopédiste (1810)
- Le Parfait agriculteur, ou Dictionnaire portatif et raisonné d'agriculture (1810)
- Rousseana, ou Recueil d'anecdotes, bons mots, maximes, pensées et réflexions de J.-J. Rousseau, enrichi de notes et de quelques pièces inédites de ce célèbre philosophe (1810)
- Malherbiana, ou Recueil d'anecdotes, bons mots, plaisanteries, originalités, épigrammes de Malherbe, précédé de sa vie, avec un choix de ses poésies (1811)
- Le Parfait Cuisinier ou Le Bréviaire des Gourmands, Paris, chez Delacour, Libraire, 1811.
- Beaumarchaisiana, ou Recueil d'anecdotes, bons mots de Caron de Beaumarchais, avec des notes et éclaircissements ; précédés de la vie de l'auteur (1812)
- Rivaroliana, ou Recueil d'anecdotes, bons mots, sarcasmes, réparties et autres pièces peu connues de Rivarol, précédé de la vie de l'auteur (1812) Texte en ligne
- Asiniana, ou Recueil de naïvetés et d'âneries (1813)
- D'Alembertiana, ou Recueil d'anecdotes, bons mots de d'Alembert (1813)
- Delilliana, ou Recueil d'anecdotes concernant M. Delille, de ses bons mots, de ses pensées ingénieuses, avec une notice sur sa vie et ses écrits contenant des particularités inconnues, par un ami de ce poète (1813)
- Grimmiana, ou Recueil des anecdotes, bons mots, plaisanteries de Grimm, avec les pensées, maximes et jugements de ce philosophe ; extraits tant de sa correspondance que de celle de La Harpe, des mémoires et brochures du temps et un choix de bons mots de Mlle Arnould (1813)
- Le Séjour de Napoléon à l'île d'Elbe. Détail de ce qui s'est passé en France, à l'île d'Elbe et au Congrès de Vienne pendant l'année mémorable de son exil (1815)
- Le Brigand des Apennins, ou les Aventures mémorables du fameux Diavolo Sacripanti, trad. lib. de l'italien (1816)
- La Nouvelle cuisinière bourgeoise, suivie de la Bonne ménagère de la ville et des champs (1816)
- Chateaubriantiana, ou Recueil de pensées, maximes et réflexions de M. de Chateaubriand, entremêlées d'anecdotes curieuses, et précédées d'une notice biographique sur l'auteur ; avec des notes historiques, littéraires et critiques, propres à faire connaître l'esprit de ses ouvrages (2 volumes, 1820)
- Fontanesiana, ou Recueil des opinions, pensées et réflexions de M. de Fontanes, entremêlées de plusieurs fragments de prose, de poésies et précédées d'une notice sur sa vie (1820)
- Genlisiana, ou Recueil d'anecdotes, bons mots, plaisanteries, pensées et maximes de Mme la Ctesse de Genlis, précédé d'une notice sur sa vie et ses ouvrages (1820)
- Pradtiana, ou Recueil des pensées, réflexions et opinions politiques de M. l'abbé de Pradt, entremêlé de quelques anecdotes aussi curieuses qu'amusantes, et précédé d'une notice biographique sur la vie et les ouvrages de cet écrivain politique (1820) Texte en ligne
- Staëlliana, ou Recueil d'anecdotes, bons mots, pensées et réflexions de Mme la Bonne de Staël-Holstein (1820)
- Gregoireana, ou Résumé général de la conduite, des actions et des écrits de M. le Cte Henri Grégoire, précédé d'une notice sur sa vie politique, littéraire et religieuse, contenant quelques anecdotes propres à faire connaître ce prélat (1821) Texte en ligne
- Dictionnaire biographique et bibliographique des prédicateurs et sermonnaires français, depuis le XVIe siècle jusqu'à nos jours, dont les sermons, prônes, homélies, etc., etc., ont été imprimés. Suivi de préceptes sur l'art oratoire, extraits des ouvrages de Laharpe, Marmontel, Maury, etc. (1824)
- Le Nouveau bon jardinier, ou Manuel des jardiniers (1824)
- Nouveau Dictionnaire de cuisine, d'office et de pâtisserie (1825)
- Vies et campagnes des plus célèbres marins français depuis François Ier jusqu'à nos jours (1825)
- Contes à rire, ou Recueil amusant, Paris, chez Corbet aîné, Libraire, 1825.
- Dictionnaire universel des jeux de société, ou Soirées amusantes (1826)
- Vie privée, politique et militaire d'Alexandre Paulowitz, Ier du nom, empereur et autocrate de toutes les Russies (1826)
- Résumé de la vie du prisonnier de Sainte-Hélène, contenant le récit de ses actions, depuis sa naissance jusqu'à sa mort arrivée dans cette île, d'après Las Cases, Montholon, Gourgaud, les médecins O'Méara, Antommarchi, etc., Paris, chez Locard et Davi, Libraires, 1827.
- Tableau de l’horrible naufrage de la frégate La Méduse, Paris, Libr. Vve Demoraine et Boucquin, 1828, 108 p., in-18 (lire en ligne [PDF]). — Paru sous l’anonymat.
- Calembours sur calembours, ou Nouveau Recueil de jeux de mots, calembours, niaiseries, pointes, facéties, etc., extraits des ouvrages et des journaux (1829)
- Le Nouveau Façardin, ou Aventures comiques et plaisantes de Basile Nicodème Façardin de Vaugirard (1829)
- Révolution mémorable des journées des 27, 28 et 29 juillet 1830, contenant les détails des combats soutenus par la population parisienne, Paris, Stahl, Imprimeur-Libraire, 1830.
- Le Plaisant de bonne société, ou Nouvel Art de désopiler la rate, recueil plaisant, comique et galant, d'anecdotes modernes (1830)
- Académie universelle des jeux, contenant 1. leurs règles fondamentales et additionnelles, 2. leur origine et les principes qui les constituent et un nouveau traité complet de l'écarté ; précédé d'un Coup d'œil général sur le jeu, tant dans les temps anciens que modernes (1833) Texte en ligne
- Merciériana ou Recueil d'anecdotes sur Mercier : ses paradoxes, ses bizarreries, ses sarcasmes, ses plaisanteries, etc., etc. (1834)
- Paris ancien et moderne. Origine des rues et principaux monuments de cette ville, choix d'anecdotes curieuses, de faits historiques, etc. (1834)
- Dictionnaire pittoresque, donnant une nouvelle définition des mots, des aperçus philosophiques et critiques (1835)
- Le Cuisinier moderne, mis à la portée de tout le monde, ou Traité des substances alimentaires (1836)
- Le Nouveau Gasconiana, ou Gasconnades sur gasconnades (1836)
- Hauts faits, actes et paroles mémorables de Napoléon, général, consul, empereur et prisonnier de la Sainte-Alliance. Suivi d'un tableau indiquant dans chaque mois et à leur jour, la date des actions où il commanda en personne (1841)

## Sources
- Sources biographiques : Ferdinand Hoefer, Nouvelle biographie générale, vol. XI, 1856
- Sources bibliographiques : Bibliothèque nationale de France, Harvard University Library